# Teseida delle nozze di Emilia
Teseida delle nozze di Emilia é um poema escrito em vernáculo por Giovanni Boccaccio.
O poema foi provavelmente iniciado nos últimos anos da estada do autor em Nápoles e concluído nos primeiros anos de seu retorno a Florença, podendo, portanto, ser datado entre 1339 e 1341.
É um poema heroico escrito em oitavas de hendecassílabos que, como escreve Roberto Mercuri, "constitui o antecedente do romance e da oitava épica dos séculos XV e XVI" e está estruturado em doze livros como a Eneida de Virgílio, cada um precedido por um soneto que serve de introdução e resumo, onde o primeiro contém o argumento geral de toda a obra. Depois, há uma carta em prosa intitulada "A Fiammetta" que serve de proeminência onde o autor diz querer superar o "aspecto perturbado" da "mulher cruel" contando uma história de amor muito antiga parecida com a sua e que se esconde atrás de uma das personagens.
Na conclusão do poema Boccaccio insere dois sonetos cauda, O sacre musa, le quali io adoro, onde ele invoca as deusas da mitologia grega protetoras das artes e Traga-lhe temos seus versos e uma bela obra com todo o título da obra, Teseida delle casamento de Emilia.

## Enredo
A obra narra a história de amor de duas tebanas por Emília, irmã de Hipólita rainha das Amazonas e, portanto, cunhada de Teseu.
Teseu, filho de Egeu, trava guerra contra as amazonas e, tendo vencido, casa-se com a rainha delas, Hipólita e depois a leva, junto com sua irmã Emília, para a cidade de Atenas. Abordado por algumas mulheres tebanas que imploram que ele as ajude contra a maldade de seu rei Creonte, ele aceita sua oração e desafia Creonte para um duelo, derrotando-o. No final da batalha, os guerreiros gregos percorrem o campo de batalha para recuperar seus mortos e feridos e encontram dois jovens tebanos ensangüentados, de porte nobre e armas ricas, que conduzem a Teseu: os jovens se apresentam como Arcita e Pelemone, netos de Cadmo.. Trancados pelo rei Teseu na prisão com os outros prisioneiros, eles veem Emilia um dia pela janela e os dois se apaixonam por ela.
Nesse ínterim, Teseu decide mudar a sentença de prisão para exílio e Arcita é a primeira a ser afastada. Depois de inúmeras andanças sob o disfarce de Penteu em Corinto, Micenas, Egina e Pela, Arcita retorna a Atenas e, escondendo sua verdadeira identidade sob o nome de Penteu, torna-se servo de Teseu. Ele apenas confia em Panfilo que, no entanto, informa Palemone do retorno de seu amigo.
Pelemone, ainda preso, sabendo que o amigo está livre, consegue, com a ajuda de Panfilo, escapar da prisão e vai procurar Arcita para matá-lo. Ela o encontra dormindo debaixo de uma árvore, mas, tomada pela sensação de amizade que sempre os manteve juntos, ele desiste de sua intenção e o acorda para revelar seu amor por Emilia, mas como nenhum dos dois está disposto a ceder ao amor pela bela moça, movidos pelo ciúme, eles decidem brigar um duelo.
Intervém Teseu que, depois de saber a identidade dos dois e a causa da disputa, declara que os dois jovens lutarão por Emília no teatro do palácio usado como campo de batalha: cada um dos contendores terá consigo cem cavaleiros. e o grupo que afastar o 'outro' será o vencedor.
São descritos os preparativos para o duelo singular e todos os nobres que vieram a Atenas para testemunhar o duelo em particular. O confronto entre Arcita e Palemone começa e termina com a vitória da primeira, que, apesar de mortalmente ferida, se casa com Emilia. Nas disposições testamentárias, Arcita escreve que, ao morrer, Emilia se casaria com Pelemone.
Arcita então morre e Teseu providencia o ofício funerário e, tendo dado a ordem de derrubar toda uma floresta, manda preparar uma imensa pira. No local onde a floresta havia sido derrubada, um templo foi construído para abrigar as cinzas do jovem tebano. A história termina com o luxuoso casamento de Palemone e Emilia.